# Grupo Tanagra
La Sociedad de Bellas Artes Tanagra, más conocido como Grupo Tanagra, es una agrupación de artistas chilenos, creado en la ciudad de Chillán el 5 de octubre de 1929. Es una de las instituciones culturales más antiguas de la Región de Ñuble, cual es considerada de carácter patrimonial e histórico en la ciudad.
El grupo destaca tanto por quienes fueron sus integrantes históricos, como también por resguardar las obras creadas por el pintor Arturo Pacheco Altamirano y donadas a la ciudad de Chillán.

## Historia
Fue fundado el 5 de octubre de 1929, en una reunión de veinticinco personas en el Liceo de Hombres de Chillán. Tras el Terremoto de Chillán de 1939, en unión con la Sociedad Musical Santa Cecilia, piden al gobierno de ese entonces, liderado por Pedro Aguirre Cerda, la creación de una escuela de carácter artístico, propuesta de la cual nació la Escuela de Arte Popular Aplicada, cual sería inaugurada en 1942, en los terrenos del actual Instituto Superior de Comercio de Chillán.
En la década de 1960, el pintor chillanejo Arturo Pacheco Altamirano dona a la ciudad, una veintena de pinturas que encargó su custodia a la agrupación.
Durante las últimas décadas, han realizado donaciones de obras a lugares como la Sala de Arte del Mercado de Chillán y el área de pediatría del Hospital Clínico Herminda Martin. Actualmente, la sociedad nunca ha tenido sede oficial. La escuela artística creada tras el sismo, fue trasladada a calle Arauco, bajo el nombre de Escuela Artística Claudio Arrau León de Chillán, dicho recinto ha sido usado por el grupo Tanagra como lugar de exposición de sus obras, como también la Sala Silvia Molina, ubicada en calle Isabel Riquelme, a un costado del Centro de Extensión Cultural Alfonso Lagos. Durante la Pandemia de COVID-19 en Chile, sus exposiciones se realizan de manera online.

## Integrantes históricos
Lo siguiente es un listado de los pintores más reconocidos que han participado de la agrupación:
- Abarzúa, Carlos
- Alcayaga, Patricia
- Aravena, Guillermo
- Brunet, Darío
- Cabrera, Alfredo
- Cabrera, Raúl
- Caprile, Virgilio
- Casanueva, Hugo
- Chaves, Jorge
- Collao, Marta
- Collín, Berta
- Colvin, Marta
- Contreras, Darío
- Contreras, Humberto
- Contreras, Sergio
- Delepine, Berta
- Escalona, Benajmín
- Gacitúa, Óscar
- Gebauer, Angelino
- Guzmán, Luis
- Hernández, Baltazar
- Lopetegui, María
- Molina, Silvia
- Mourgues, Noemí
- Oyarzo, Gumercindo
- Rayo, Fidelina
- Röber, Ronald
- Sepúlveda, Antón
- Sepúlveda, Hena
- Solar, Guido
- Toro, Ramón
- Torres, Eduardo
- Utreras, José
- Valenzuela, Alicia
- Vallejos, Sergio
- Villaseca, Manuel
- Yufer, Helga